# Manuel Leitão de Avilez
Manuel Leitão de Avilez (Portalegre, século XVI - Granada, 1630) foi um compositor português do Renascimento.

## Biografia
Manuel Leitão de Avilez nasceu em Portalegre em data desconhecida. Foi moço de coro da Catedral de Portalegre, onde foi discípulo de António Ferro.
Tornou-se eventualmente mestre da Sacra Capela do Salvador do Mundo em Úbeda antes de 1601. Candidatou-se por duas vezes ao cargo de mestre de capela da Capela Real de Granada em 1601 e 1603. A segunda foi bem sucedida e, assim, ocupou o posto até à sua morte em 1630.
Alcançou alguma fama tanto em Espanha como Portugal, então sob a mesma coroa. Apesar da condição de expatriado conseguiu manter ligações profissionais com Portugal nomeadamente outros músicos e compositores, alguns como ele a viver em Espanha. Escreveu, aliás, uma missa chamada Salva Theodosium em honra do duque de Bragança D. Teodósio II, pai do que viria a ser rei João IV de Portugal.
Escreveu várias missas, motetes e outras obras religiosas como cançonetas para as matinas do Natal. Duas missas da sua autoria eram preservadas na Real Biblioteca de Música de D. João IV, ambas foram perdidas. As obras que dele nos chegaram encontram-se em manuscritos na Capela Real de Granada.

## Obras
- "Adjuva nos" a 3vv[1]
- "Adjuva nos" a 4vv[1]
- "Domine non secundum"[1]
- "In jejunio"[1]
- "Incipit lamentatio Jeremiae" a 4vv[1]
- "Non est inventus" a 4vv[1]

### Obras perdidas
- "Missa Ave Virgo Santissima" a 8 vv[1][3]
- "Missa Salva Theodosium" a 12 vv[1][3]